# Brécey

Brécey este o comună în departamentul Manche, Franța. În 1 ianuarie 2022 avea o populație de 2.166 de locuitori.